# Ganz-MÁVAG
Ganz-MÁVAG – węgierska fabryka pojazdów szynowych z siedzibą w Budapeszcie powstała w 1959 w wyniku połączenia dwóch przedsiębiorstw – Ganz vállalatok i MÁVAG.
Ganz vállalatok (węg. Przedsiębiorstwo Ganz) założono w 1844 i nazwano na cześć Ábraháma Ganza – urodzonego w Szwajcarii węgierskiego inżyniera i producenta żelaza. Drugie ze skonsolidowanych przedsiębiorstw, MÁVAG (Magyar Királyi Államvasutak Gépgyára, węg. Fabryka Maszyn Węgierskich Królewskich Kolei Państwowych), powstało w 1874. Po zakończeniu II wojny światowej, w ramach nacjonalizacji przedsiębiorstwa, z jego nazwy wykreślono przymiotnik „królewski”.
Przedsiębiorstwo Ganz-MÁVAG w Polsce jest znane głównie z dostaw spalinowozów serii SM41 oraz spalinowych wagonów silnikowych serii SN52, SN60 i SN61. Do Polski importowano także autobusy Mávag, później Ikarus.